# Офспринг
„Офспринг“ (на английски: The Offspring) е американска музикална пънк група от Хънтингтън Бийч, окръг Ориндж, Калифорния, основана през 1984 г.
Състои се от членовете Декстър Холанд (вокалист, ритъм китара), Нуудълс (китара), Грег К. (баскитара) и Пийт Парада (барабани).
До днешна дата, The Offspring имат издадени 9 албума, една компилация, три EPs и три DVD диска, с продажби от над 32 млн. копия по цял свят, те са една от най-продаваните пънк групи за всички времена. Групата от много време поддържа добри отношение с американските пънк групи Green Day и Rancid. Заедно с тях The Offspring успяха да възвърнат популярността на пънк рока през средата на 90-те години в САЩ.

## История
Групата е създадена през 1984 г. от китариста Dexter (Bryan Holland) и басиста Greg K.(Greg Kriesel), които се запознават в гимназията. Doug Thompson се присъединява като вокалист, както и Noodles (Kevin Wasserman), училищния портиер, който е поканен в групата, както се твърди понеже е бил достатъчно голям за да купува алкохол за Holland и за Kriesel, докато те са били все още малолетни и не са можели да пият легално алкохол. Бандата приема приятеля на Thompson, Jim Benton за техен барабанист. Thompson е принуден да напусне групата, след което и Benton напуска. Това принуждава Dexter Holland да стане вокалист, като продължава да свири на китара а James Lilja се присъединява като барабанист. Бандата сменя името си на „The Offspring“ през 1985 г.
През 1987, групата реализира техния първи сингъл „Blackball/I'll Be Waiting“. Скоро барабанистът Лиля (Lilja) напуска и се захваща с медицина, с намерението да стане гинеколог. Барабанист на групата става Ron Welty, който е едва 16-годишен. След тези промени групата придобива окончателен вид, като 18 години свирят в този състав (до 2003).
- Декстър Холанд (Dexter Holland) – вокалист и китара
- Нуудълс (Noodles) – китара
- Грег К. (Greg K.) – басист
- Рон Уелти (Ron Welty) – барабани

Промяна настъпва, едва през 2003 г. когато барабанистът Рон Уелти (Ron Welty) напуска и е заменен от Атом Уилард (Atom Willard), който свири едновременно и в (The Offspring и в Angels & Airwaves). През 2007 г. поради ангажименти Атом Уилард напуска и отново групата се сдобива с нов барабанист – Пийт Парада (Pete Parada).

## Стил на групата
Стилът на групата несъмнено е смесица между пънк-рок и алтернативен рок. Освен тези стилове могат още да се открият елементи на гръндж, ска и метъл. Групата споменава:
Agent Orange, Bad Brains, Bad Religion, Black Flag, Circle Jerks, D.I., Descendents, Social Distortion и TSOL като основните групи, от които е черпила вдъхновение.

## Членове на групата

### Сегашни членове
- Декстър Холанд – вокал, ритъм китара и барабани в много ранна фаза
- Грег Кризъл – баскитара и беквокал
- Нуудълс – водещ китарист и беквокал (от 1995)
- Пийт Парада – барабани

### Членове по време на турнетата
- Крис „X-13“ Хигинс – беквокал, семпли и понякога ритъм китара
- Ерик Серано – перкусионист
- Рони Кинг – синтезатор при изпълнението на „Hit That“

### Бивши членове
- Дъг Томсън – Вокал (1984}
- Джим Бентън – Барабани (1984)
- Джеймс Лиля – Барабани (1984 – 1987)
- Рон Уелти – Барабани (1987 – 2003)
- Атом Уилърд – Барабани (2003 – 2007)
- Джош Фрийз – Барабани за Splinter, но не е бил официален член на групата (2003)

## Дискография

### Студийни албуми
| Дата на пускане   | Заглавие                           | Лейбъл           | Позиции в класациите                | Продажби в САЩ                      |
| 15 юни, 1989      | The Offspring (Оригинална Версия)  | Nemesis Records  | Не влиза в класациите               |                                     |
| 16 октомври, 1992 | Ignition                           | Epitaph Records  | Не влиза в класациите               | RIAA златен                         |
| 8 април, 1994     | Smash                              | Epitaph Records  | 4 (САЩ) 21 (Англия)                 | RIAA 6 пъти платинен                |
| 21 ноември, 1995  | The Offspring (Презаписана Версия) | Nitro Records    | Не влиза в класациите               |                                     |
| 4 февруари, 1997  | Ixnay On The Hombre                | Columbia Records | 9 (САЩ) 17 (Англия)                 | RIAA платинен                       |
| 17 ноември, 1998  | Americana                          | Columbia Records | 2 (САЩ) 10 (Англия) 1 (Австралия)   | RIAA 5 пъти платинен                |
| 14 ноември, 2000  | Conspiracy Of One                  | Columbia Records | 9 (САЩ) 12 (Англия) 2 (Австралия)   | RIAA платинен                       |
| 9 декември, 2003  | Splinter                           | Columbia Records | 30 (САЩ) 27 (Англия) 12 (Австралия) | RIAA платинен                       |
| 17 юни, 2008      | Rise And Fall, Rage And Grace      | Columbia Records | 10 (САЩ) 39 (Англия) 7 (Австралия)  | RIAA 1 път платинен и 2 пъти златен |
| 26 юни, 2012      | Days Go By                         | Columbia Records | 12 (САЩ) 43 (Англия) 6 (Австралия)  | RIAA 1 път златен                   |

### Компилации
- The Offspring Collection, 4 август 1999 Не влиза в класациите
- Greatest Hits, 20 юни 2005 #8 САЩ, #14 Англия, #2 Австралия
- Happy Hour!, 4 август 2010 Не влиза в класациите

### EPs
- Baghdad, 15 май 1991 #189 САЩ
- They Were Born To Kill, 1991
- Club Me, 1 януари 1997
- A Piece Of Americana, 17 ноември 1998 #159 Англия

### Демо Албуми
- 6 Songs Demo, 1 юли 1986
- Tehran, 1988

### Сингли
| Година | Песен                                    | Billboard Hot 100 | US Modern Rock | Mainstream Rock Tracks chart | UK singles | Album                            |
| ------ | ---------------------------------------- | ----------------- | -------------- | ---------------------------- | ---------- | -------------------------------- |
| 1987   | „I'll Be Waiting“                        | -                 | -              | -                            | -          | The Offspring                    |
| 1987   | „Blackball“                              | -                 | -              | -                            | -          | The Offspring                    |
| 1994   | „Come Out and Play (Keep 'Em Separated)“ | -                 | 1              | 10                           | -          | Smash                            |
| 1994   | „Gotta Get Away“                         | -                 | 6              | 15                           | 43         | Smash                            |
| 1994   | „Self Esteem“                            | -                 | 4              | 7                            | 37         | Smash                            |
| 1995   | „Kick Him When He's Down“                | -                 | -              | -                            | -          | Ignition                         |
| 1995   | „Bad Habit“                              | -                 | -              | -                            | 26         | Smash                            |
| 1995   | „Smash It Up“                            | -                 | 16             | -                            | -          | Batman Forever Soundtrack        |
| 1997   | „All I Want“                             | -                 | 13             | -                            | 31         | Ixnay on the Hombre              |
| 1997   | „I Choose“                               | -                 | 24             | 5                            | 42         | Ixnay on the Hombre              |
| 1997   | „Meaning of Life“                        | -                 | -              | -                            | -          | Ixnay on the Hombre              |
| 1998   | „Gone Away“                              | -                 | 4              | 1                            | -          | Ixnay on the Hombre              |
| 1998   | „Pretty Fly (For a White Guy)“           | 53                | 3              | 5                            | 1          | Americana                        |
| 1999   | „Why Don't You Get a Job?“               | 74                | 4              | 10                           | 2          | Americana                        |
| 1999   | „She's Got Issues“                       | -                 | 11             | 19                           | 41         | Americana                        |
| 1999   | „The Kids Aren't Alright“                | -                 | 6              | -                            | 11         | Americana                        |
| 2000   | „Totalimmortal“                          | -                 | 36             | 27                           | -          | Me, Myself, and Irene Soundtrack |
| 2000   | „Original Prankster“                     | 70                | 2              | 7                            | 6          | Conspiracy of One                |
| 2001   | „Want You Bad“                           | -                 | 10             | -                            | 15         | Conspiracy of One                |
| 2001   | „Million Miles Away“                     | -                 | -              | -                            | 21         | Conspiracy of One                |
| 2001   | „Defy You“                               | 77                | 8              | 8                            | -          | Orange County Soundtrack         |
| 2003   | „Hit That“                               | 64                | -              | 6                            | 11         | Splinter                         |
| 2004   | „(Can't Get My) Head Around You“         | -                 | 6              | 16                           | 48         | Splinter                         |
| 2004   | „Spare Me the Details“                   | -                 | -              | -                            | -          | Splinter                         |
| 2005   | „Can't Repeat“                           | -                 | 9              | 10                           | -          | Greatest Hits                    |
| 2005   | „Next to You“                            | -                 | 37             | 29                           | -          | Greatest Hits                    |

- Видеоклипове са правени към песните 'Mota', 'Burn It Up', 'Cool To Hate' и 'Da Hui', но не са пускани като сингли.

## DVD и видеота
- Complete Music Video Collection, 19 юли 2005
- Da Hui, 4 ноември 2003
- Huck It, 12 декември 2000
- Americana (The DVD), 8 декември 1998

## Филмография на песните
- Come Out And Play е пуснат на епизод от сериала „Cold Case“
- The Worst Hangover Ever е пускан като материал на новини за махмурлийството
- All I Want, Way Down The Line, The Meaning Of Life and Change The World са пускани в играта „Crazy Taxi“
- Come Out Swinging, One Fine Day, Walla Walla, No Brakes, and Americana са пускани в играта „Crazy Taxi 2“
- Want You Bad and Special Delivery са пускани в играта Crazy Taxi 3
- Beheaded and I Wanna Be Sedated са част от саундтрака на Idle Hands
- Bloodstains е част от саундтрака на Ready To Rumble
- Defy You е част от саундтрака на Orange County
- D.U.I. е част от саундтрака на I Know What You Did Last Summer
- Smash It Up е част от саундтрака на Batman Forever
- Take It Like A Man and Forever And A Day са пускани във филма The Chase
- Want You Bad е част от саундтрака на American Pie 2
- Totalimmortal е част от саундтрака на Me, Myself And Irene
- Blackball  е пускана в играта Tony Hawk's Pro Skater 4
- Dammit, I Changed Again е пускана във филма The New Guy
- Want You Bad е пускана във филма Tomcats
- Genocide е пускана в играта Jeremy Mcgrath Pro Supercross
- Nitro (Youth Energy) е пускана във филма Varsity Blues
- Come Out And Play е пускана във филма Bubble Boy
- Come Out And Play е част от репертуара на кечаджията Рейвън.
- Americana е пускана във филма Bowling For Columbine
- Pretty Fly (For A White Guy) е пускана във филма Loser
- The Kids Aren't Alright е пускана на реклама на MTV
- The Kids Aren't Alright е пускана във филма The Faculty
- Baghdad е в албума Rock Against Bush
- Original Prankster е пускана във филма The Animal
- Hit That е пускана в реклама Control Your TV.
- Can't Repeat през 2005 година е песен от турнето Dew Action Sports Tour.
- Want You Bad е пускана в епизод от сериала Dawson's Creek
- Want You Bad е пускана във филма American Pie 2
- All I Want е пускана в епизод от анимационния сериал Daria
- Original Prankster е пускана в епизод от анимационния сериал Daria
- Staring At The Sun е пускана в японската версия на анимацията Yu-Gi-Oh!
- The Kids Aren't Alright през 2001 година е пускана като реклама на мача на звездите в американската бейзболна лига по FOX.
- Pretty Fly (For A White Guy) е пускан на рекламата на анимацията Ed, Edd 'n Eddy
- Pretty Fly (For A White Guy) е пускан в епизод на сериала King Of The Hill.
- Pretty Fly (For A White Guy) е пускан на рекламата на филма Family Guy
- Pretty Fly (For A White Guy) е пускан на епизод от сериала Pizza.
- The Kids Aren't Alright е пускана на анимационния филм базиран на видео-играта Tekken
- The Meaning Of Life е пускана на анимационния филм базиран на видео-играта Tekken